# スヴェイン・アーロン・グジョンセン
スヴェイン・アーロン・グジョンセン（Sveinn Aron Guðjohnsen, 1998年5月12日 - ）は、アイスランド・レイキャヴィーク出身のサッカー選手。IFエルフスボリ所属。ポジションはFW。アイスランド代表。
父は元アイスランド代表のエイドゥル・グジョンセン。

## クラブ経歴
父がFCバルセロナに在籍していた2006年に、同チームの育成組織「ラ・マシア」に入所。その後2011年から4年間はCFガバのカンテラで過ごした後、2015年に母国リーグウルヴァルステイルトのHKコーパヴォグスと契約し、プロデビュー。その後ヴァルル・レイキャヴィークなどでプレーした。
2018年7月26日、セリエBのスペツィア・カルチョに移籍。9月29日のカルピFC戦で移籍後初出場。加入1年目の2018-19シーズンは、シーズン途中よりラヴェンナFCでローン移籍でプレー。2019年10月19日のデルフィーノ・ペスカーラ1936戦で、スペツィア加入後初ゴールを決め、2-1の勝利をもたらす。2019-20シーズンは15試合2ゴールを記録。チームは3位で終え、昇格プレーオフを勝ち抜き、初のセリエA昇格を達成した。
2021年8月15日、IFエルフスボリと4年契約を結んだ。

## 代表歴
プロデビュー前の2014年から、各ユース世代のアイスランド代表でプレー。2021年にフル代表デビューを果たした。

## 人物
- グジョンセン一家はサッカー一家として知られている。祖父のアルノール・グジョンセンも元サッカー選手で、父と同じくアイスランド代表でも活躍した。
- 次弟のアンドリ・ルーカスと三弟のダニエル・トリスタンもサッカー選手である[6]。アンドリはRCDエスパニョール、ダニエルはFCバルセロナのカンテラに所属していたが、2人とも2018年よりレアル・マドリードのカンテラに所属している。